# Миллетия
Милле́тия (лат. Millettia) — род растений, включённый в подсемейство Faboideae семейства Бобовые (Fabaceae). Типовой род трибы Millettieae. Включает около 200 видов.

## Название
Род Миллетия был назван ботаниками Робертом Уайтом и Джорджем Арноттом в честь французского ботаника XVIII века Ж. А. Милле, несколько лет жившего в Китае.

## Ботаническое описание
В роде Миллеттия представлены преимущественно деревья и травянистые растения, некоторые виды — лианы. Листья непарно-перистые, расположены супротивно, иногда очерёдно, на коротких, иногда вовсе отсутствующих, черешках.
Соцветия обычно неразветвлённые, кистевидные, с 2—5 цветками. Чашечка с 5 неясными зубцами. Венчик крупный, обычно окрашенный в беловатые, розовые или сиреневатые тона. Пестик с гладким прямым или изогнутым столбиком и линейной завязью. Многие тычинки сросшиеся.
В одном уплощённом или деревянистом бобе содержится от 1 шаровидного или фасолевидного семени.

## Применение
Некоторые виды миллеттии используются в китайской медицине. Многие виды используются как инсектициды или для отравления рыб. Несколько видов выращиваются в качестве декоративных растений.

## Ареал
Виды миллетии произрастают в тропических и субтропических регионах Азии, Африки и Австралии.

## Таксономия
|  |                                      |  |                                                       |                                                       |                   |  | ещё 3 семейства (согласно Системе APG II) |                     |                     |                 |
|  |                                      |  |                                                       |                                                       |                   |  |                                           |                     |                     | около 200 видов |
|  |                                      |  |                                                       | порядок Бобовоцветные                                 |                   |  |                                           |                     | род Миллетия        |                 |
|  |                                      |  |                                                       | порядок Бобовоцветные                                 |                   |  |                                           |                     | род Миллетия        |                 |
|  | отдел Цветковые, или Покрытосеменные |  |                                                       |                                                       | семейство Бобовые |  |                                           |                     |                     |                 |
|  | отдел Цветковые, или Покрытосеменные |  |                                                       |                                                       |                   |  |                                           |                     |                     |                 |
|  |                                      |  | ещё 44 порядка цветковых растений (по Системе APG II) | ещё 44 порядка цветковых растений (по Системе APG II) |                   |  |                                           | ещё более 900 родов | ещё более 900 родов |                 |
|  |                                      |  |                                                       | ещё 44 порядка цветковых растений (по Системе APG II) |                   |  |                                           |                     | ещё более 900 родов |                 |

### Синонимы
- Neodunnia R.Vig., 1950
- Otosema Benth., 1852

### Виды
Род Миллетия включает около 200 видов. Некоторые из них:
- Millettia brandisiana Kurz, 1873
- Millettia cubittii Dunn, 1912
- Millettia erythrocalyx Gagnep., 1913
- Millettia grandis (E.Mey.) Skeels, 1912
- Millettia griffithii Dunn, 1912
- Millettia ichthyochtona Drake, 1891
- Millettia laurentii De Wild., 1904 — Венге
- Millettia leptobotrya Dunn, 1912
- Millettia leucantha Kurz, 1873
- Millettia oraria Dunn, 1912
- Millettia pachycarpa Benth., 1852
- Millettia pachyloba Drake, 1891
- Millettia pubinervis Kurz, 1873
- Millettia pulchra (Benth.) Kurz, 1873
- Millettia rubiginosa Wight & Arn., 1834
- Millettia stuhlmannii Taub., 1895
- Millettia tetraptera Kurz, 1873
- Millettia thonningii Baker, 1871
- Millettia usaramensis Taub., 1895
- Millettia velutina Dunn, 1912
- Millettia xylocarpa Miq., 1855